# Europese kampioenschappen jachtgeweer 1966
De Europese kampioenschappen jachtgeweer 1966 waren door het Europees comité van de Union Internationale de Tir (UIT) georganiseerde kampioenschappen voor schutters in het kleiduifschieten. De twaalfde editie van de Europese kampioenschappen vond plaats in het Finse Lahti.

## Resultaten

### Trap
| Onderdeel   | Goud               | Zilver            | Brons           |
| ----------- | ------------------ | ----------------- | --------------- |
| Heren       |                    |                   |                 |
| Individueel | Michel Prevost     | Silvano Basagni   | Sten Karlsson   |
| Team        | Italië             | Roemenië          | Frankrijk       |
| Dames       |                    |                   |                 |
| Individueel | Valentina Gerasina | Chrstiane Stephan | Michele Delaire |

### Skeet
| Onderdeel   | Goud             | Zilver             | Brons              |
| ----------- | ---------------- | ------------------ | ------------------ |
| Heren       |                  |                    |                    |
| Individueel | Nikolai Durnev   | Jevgeni Petrov     | Jevgeni Kondratiev |
| Team        | Sovjet-Unie      | Roemenië           | Finland            |
| Dames       |                  |                    |                    |
| Individueel | Claudia Smirnova | Christiane Stephan | Hilkka Maattola    |

1955 · 1956 · 1957 · 1958 · 1959 · 1960 · 1961 · 1962 · 1963 · 1964 · 1965 · 1966 · 1967 · 1968 · 1969 · 1970 · 1971 · 1972 · 1973 · 1974 · 1975 · 1976 · 1977 · 1978 · 1979 · 1980 · 1981 · 1982 · 1983 · 1984 · 1985 · 1986 · 1987 · 1988 · 1989 · 1990 · 1991 · 1992 · 1993 · 1994 · 1995 · 1996 · 1997 · 1998 · 1999 · 2000 · 2001 · 2002 · 2003 · 2004 · 2005 · 2006 · 2007 · 2008 · 2009 · 2010 · 2011 · 2012 · 2013 · 2014 · 2015 · 2016 · 2017 · 2018 · 2019 · 2020 · 2021 · 2022 · 2023 · 2024 ·